# Deioces
Deioces sau Dia-oku a fost fondatorul și primul padișah, precum și preotul guvernului mez. Numele său a fost menționat sub diferite forme în diverse surse, inclusiv Herodot, care i-a scris numele ca Dēiokēs. Numele lui Deioces este derivat din cuvântul iranian Dahyu-ka-, care înseamnă „ținuturile” (deasupra, pe și de sub pământ).
Data exactă a începutului guvernării lui Deioces nu este clară, probabil acoperind cea mai mare parte a primei jumătăți a secolului al VII-lea î.Hr. Potrivit lui Herodot, Deioces a guvernat timp de 53 de ani.
Pe baza scrierilor lui Herodot, Deioces a fost primul rege mez care a obținut independența față de asirieni. El a contemplat proiectul și planul de formare a unui singur guvern mez; într-o eră anarhică a mezilor, el a încercat să aplice justiția în propriul său sat și să câștige credibilitate și faimă ca judecător neutru. Astfel, teritoriul activității sale a fost extins și sătenii din alte sate au apelat la el, până când a anunțat în cele din urmă că acest post a fost supărător pentru el și nu este dispus să continue să lucreze. După această demisie, furtul și haosul au crescut, iar mezii s-au adunat și l-au ales ca rege pentru a readuce pacea și liniștea.